# Nathalie Marquay
Nathalie Marquay (Comines, 17 marzo 1967) è una modella francese, vincitrice del titolo di Miss Francia 1987.

## Biografia
Nathalie Marquay è stata la prima Miss Francia ad essere eletta in diretta sulla televisione francese. Successivamente si è classificata sesta alle finali di Miss Mondo 1987 ed ha partecipato anche a Miss Universo 1987.
È sposata con Jean-Pierre Pernaut, presentatore del telegiornale di TF1, al quale ha dato due figli, Tom e Lou.
Dopo i concorsi di bellezza, la Marquay ha intrapreso la carriera di attrice. I suoi primi ruoli sono stati nelle sitcom Salut les Musclés e La Croisière foll'amour. Dal 2008 è entrata a far parte del cast di Sous le soleil nel ruolo di Monica.
Ha partecipato al reality show Ferme Célébrités 2 su TF1 nel 2005, mentre nel 2006 ha condotto la rubrica 101 stars su E! Entertainment Television. Dal 2007 è la protagonista della campagna promozionale dello stilista Christophe Le Bo.
Nathalie Marquay è anche l'autrice di tre libri editi da Michel Lafon: Ma bonne étoile (2004), Le cancer en face (2005) e Mes Secrets (2006).